# Shrine of New Generation Slaves
Shrine of New Generation Slaves è il quinto album in studio del gruppo musicale polacco Riverside, pubblicato il 21 gennaio 2013 dalla Inside Out Music.

## Tracce
Testi di Mariusz Duda, musiche dei Riverside.
1. New Generation Slave – 4:17
2. The Depth of Self-Delusion – 7:39
3. Celebrity Touch – 6:48
4. We Got Used to Us – 4:12
5. Feel Like Falling – 5:17
6. Deprived (Irretrievably Lost Imagination) – 8:26
7. Escalator Shrine – 12:41
8. Coda – 1:39

Tracce bonus (Limited Edition Disc 2, LP)
1. Night Session - Part One – 10:45
2. Night Session - Part Two – 11:22

## Formazione
Gruppo
- Mariusz Duda – voce, basso, chitarra acustica, ukulele, direzione musicale
- Piotr Grudziński – chitarra
- Piotr Kozieradzki – batteria
- Michał Łapaj – tastiera, organo Hammond

Altri musicisti
- Marcin Odyniec – sassofono soprano (traccia 6), sassofono contralto (traccia 10)

Produzione
- Riverside – produzione
- Magda Srzedniccy – produzione, registrazione, missaggio, mastering
- Robert Srzedniccy – produzione, registrazione, missaggio, mastering

## Classifiche
| Classifica (2013)         | Posizione massima |
| ------------------------- | ----------------- |
| Belgio (Fiandre)          | 130               |
| Belgio (Vallonia)         | 109               |
| Finlandia                 | 41                |
| Germania                  | 33                |
| Paesi Bassi               | 28                |
| Polonia                   | 2                 |
| Stati Uniti (heatseekers) | 18                |
| Svizzera                  | 51                |

## Date di pubblicazione
| Paese             | Data di pubblicazione | Etichetta        |
| ----------------- | --------------------- | ---------------- |
| Austria           | 18 gennaio 2013       | Inside Out Music |
| Germania          | 18 gennaio 2013       | Inside Out Music |
| Norvegia          | 18 gennaio 2013       | Inside Out Music |
| Svizzera          | 18 gennaio 2013       | Inside Out Music |
| Resto dell'Europa | 21 gennaio 2013       | Inside Out Music |
| Italia            | 22 gennaio 2013       | Inside Out Music |
| Spagna            | 22 gennaio 2013       | Inside Out Music |
| Svezia            | 23 gennaio 2013       | Inside Out Music |
| Ungheria          | 23 gennaio 2013       | Inside Out Music |
| Australia         | 25 gennaio 2013       | Inside Out Music |
| Finlandia         | 25 gennaio 2013       | Inside Out Music |
| Nuova Zelanda     | 25 gennaio 2013       | Inside Out Music |
| America del Nord  | 5 febbraio 2013       | Inside Out Music |